# Koziniec (województwo dolnośląskie)
Koziniec (niem. Löwenstein) – wieś (dawniej miasto) w Polsce położona w województwie dolnośląskim, w powiecie ząbkowickim, w gminie Ząbkowice Śląskie.
Koziniec uzyskał lokację miejską w 1244 roku, zdegradowany przed 1287 rokiem. 

## Podział administracyjny
W latach 1975–1998 miejscowość administracyjnie należała do województwa wałbrzyskiego.

## Zabytki
Do wojewódzkiego rejestru zabytków wpisane są:
- kościół filialny pw. św. Jakuba Apostoła, z 1749 r.
- park, powstały po 1830 r.

zabytki nieistniejące:
- dwór, z około 1880 r., przebudowany w 1910 r. na neobarokowy; zbudowany na miejscu rycerskiego dworu, zburzony 13 grudnia 2012[6][7]